# Börse München
La Börse München (Borsa di Monaco) è la borsa valori situata a Monaco di Baviera, in Germania e fondata nel 1830.

## Storia
La Borsa di Monaco venne ufficialmente fondata nel 1869, ma le origini risalgono agli inizi del 1830, quando i commercianti di Monaco incominciarono ad incontrarsi regolarmente per negoziare obbligazioni. Chiuse durante la prima guerra mondiale, ma venne riaperta nel 1918. Nel 1935 venne fusa con la borsa valori di Augusta, per formare la Bayerische Börse. Finalmente nel 2003 il nome ritornò ad essere Börse München, seguendo la convenzione che il nome borsa deve essere prima di quello della città in cui è localizzata.